# Srinivasa Aiyangar Ramanujan
Srinivasa Ramanujan FRS (Tamil: ஸ்ரீனிவாஸ ஐயங்கார் ராமானுஜன்) født Srinivasa Ramanujan Aiyangar 22. december 1887, død 26. april 1920) var en indisk matematiker, der levede i Britisk Indien. Selvom han stort set ikke fik nogen formel undervisning i ren matematik, så kom han med vigtige bidrag i matematisk analyse, talteori, uendelige rækker og kædebrøker, inklusive løsninger til matematiske problemer der på daværende tidspunkt blev betragtet som uløselige. Ramanujan udviklede oprindeligt sin egen matematisk forskning helt alene. Ifølge Hans Eysenck: "Forsøgte han at få interesse i hans arbejde fra ledende professionelle matematikere, men han fejlede mestendels. Det han viste dem var for nytænkende, for ukendt og derudover fremlagt på en utraditionel måde; de gad ikke bruge tid på det". I 1913 begyndte han et langdistancesamarbejde med den engelske matematiker G. H. Hardy fra University of Cambridge, England. Hardy indså at Ramanujans arbejde var enestående og han arrangerede, at han kunne rejse til Cambridge i 1914. I sine noter kommenterede Hardy at Ramanujan havde fremstillet banebrydende nye teoremer, inklusive nogle, der "fuldstændigt overvældede mig; Jeg har aldrig set noget lignende", og nogle kun nyligt beviste og meget avancerede resultater.
I sit korte liv fremstillede Ramanujan uafhængigt næsten 3.900 resultater (hovedsageligt identiteter og ligninger). Mange var fuldstændigt nyskabende; hans originale og meget ukonventionelle resultater, som bl.a. Ramanujanprimtal, Ramanujan thetafunktion, partition-formel og falske thetafunktioner, har åbnet for helt nye arbejdsområder og har inspireret en stor mængde yderligere forskning. Næsten alle hans påstande er blevet bevist til at være rigtige. Det videnskabelige tidsskrift The Ramanujan Journal blev etableret for at udgive forskning inden for alle områder af matematik, som er blevet påvirket af Ramanujan, og hans notesbøger, der indeholder opsummeringer af hans udgivne og ikke-udgivne resultater, er blevet analyseret og studeret i årtier efter hans død som en kilde til nye matematiske ideer. Så sent som i 2011 og igen i 2021 har forskere opdaget at små kommentarer i hans noter om "simple egenskaber" og "lignende output" i sig selv har været dybdegående og skjulte resultater inden for talteori, der hidtil havde været uopdagede næsten et århundrede efter hans død. Han blev en af de yngste Fellows of the Royal Society og kun det andet indiske medlem, der blev valgt ind som Fellow of Trinity College, Cambridge. Af hans originale breve skrev Hardy at et enkelt blik var nok til at vise, at de kun kunne være blevet skrevet af en matematiker af den højeste kaliber, og han sammenlignede Ramanujan med matematiske genier som Euler og Jacobi.
I 1919 blev Ramanujan tvunget til at rejse tilbage til Indien af helbredsproblemer, som man i dag mener kan have været hepatisk amoebiasis (en komplikation fra tidligere episoder med dysenteri mange år tidligere), og han døde i 1920 i en alder af 32. Hans sidste breve til Hardy, der blev skrevet i januar 1920, viser, at han stadig var i stand til at producere nye matematiske ideer og teoremer. Hans "tabte notesbog", der indeholdt opdagelser fra de sidste år af hans liv, skabte stor jubel blandt matematikere, da den blev genfundet i 1976.
Ramanujan var en dybt troende Hindu, Ramanujan tilskrev sine enestående matematiske kompetencer guddommelighed og hævdede, at den matematiske viden, som han udviste blev åbenbaret for ham af hans familiegudinde Namagiri Thayar. Han sagde engang: "En ligning giver ikke mening for mig, medmindre den udtrykker Guds tanke.").."